# 3346 Gerla
A 3346 Gerla (ideiglenes jelöléssel 1951 SD) a Naprendszer kisbolygóövében található aszteroida. Sylvain Julien Victor Arend fedezte fel 1952. szeptember 27-én.